# Idylle corinthienne
Idylle corinthienne est un film muet français réalisé par Louis Feuillade, sorti en 1909.

## Distribution
- Christiane Mandelys
- Jeanne Marie-Laurent
- Henri Duval
- Maurice Vinot
- Alice Tissot
- Renée Carl